# Герб Русского воеводства
Герб Русского воеводства (пол. Herb województwa ruskiego) — официальный символ Русского воеводства, административной единицы Польского королевства и Речи Посполитой.

## История
В сочинении «Тройной Львов» (середина XVII века) Бартоломея Зиморовича утверждается, что в 1256 году князь Даниил Романович, даря своему сыну Льву город Львов, дал этой крепости герб с изображением золотого льва. Если верить данной хронике, можно предположить, что этот герб был «говорящим», то есть отражал в своем рисунке название города.
Старейшее известное изображение герба города Львов помещено на печати, датированной 1359 годом. Однако лев изображался на печатях князей Льва Даниловича (1264—1300) и Юрия Львовича (1300—1308), а также их преемников на галицком престоле. После захвата данных земель королевской Польшей рисунок льва появляется на печатях князя Владислава Опольского (1377—1378), на «монетах Руси», чеканных для Галичины королями Казимиром Великим, Людвиком I и Владиславом II Ягайло.
Около 1434 года было образовано Русское воеводство. В состав воеводства входили Львовская земля (Львовский, Городокский и Жидачевский поветы), Перемышльская земля (Перемышльский, Переворский, Лежайский и Самборский поветы), Санокская земля (Санокский повет), Галицкая земля (Галицкий, Коломыйский, Снятинский и Теребовельский поветы), Холмская земля (Ратненский, Красноставский, Грубешовский и Холмский поветы). Ян Длугош в работе «История Польши» при описании Грюнвальдской битвы говорит, что войско львовской земли использовала голубую хоругвь с изображением золотого льва, который взбирается на скалу. Эта же эмблема появилась и на официальном гербе Русского воеводства и на гербе Львовской земли.
К. Несецкий в своем гербовнике приводит описание этого герба: «Лев золотой в короне золотой, на фоне голубом…, что взбирается передними лапами на скалу». Мотивы символике этого герба ярко отразились в утвержденном 1526 года городском гербе Львова, а также в более позднем гербе Жидачевской земли. Анонимный поэт начала XVII века воспел львовский герб в стихах:

Словно лев отродясь над всеми господствовать намерен, так и Львов, над всеми городами в княжестве Русском главенствует— Златоуст Иоанн. О воспитании чад. — Львов, 1609.
Во времена польского владычества была попытка полонизации герба. По утверждению польского геральдиста Ф. Пекосинского, в XVI веке было предложение сделать фон герба воеводства красным, чтобы приблизить его таким образом к традиционной польской геральдической цветовой гамме; позже в передней лапе льва появилось пылающее сердце — характерный атрибут церковной римско-католической символики. Однако эти новшества не прижились, и герб сохранил свой традиционный облик вплоть до времен разделов Речи Посполитой.
После перехода галицких земель к владениям Австро-Венгерской империи герб Русского воеводства вышел из официального употребления. Изображение льва остался только в городском гербе Львова, подтвержденном австрийским правительством в 1789 году. Однако созданная во Львове во время революции 1848 Главная Русская Рада снова утвердила древний символ Львовщины. В Яворове, Стрые, Бережанах и других городах Галичины были организованы отряды Русской национальной гвардии, символикой которой был голубой флаг с изображением золотого льва, который взбирается на скалу. Считается, что на его основе был разработан рисунок флага из двух горизонтальных полос «в русских цветах», то есть сине-жёлтого флага, который ныне является государственным флагом Украины.